# Elecciones regionales de Tacna de 2010
Las elecciones regionales de Tacna de 2010 se llevaron a cabo el 3 de octubre de 2010 para elegir al presidente regional, al vicepresidente regional y al Consejo Regional para el periodo 2011-2014. La elección se celebró simultáneamente con elecciones regionales y municipales (provinciales y distritales) en todo el Perú.

## Sistema electoral
El Gobierno Regional de Tacna es el órgano administrativo y de gobierno del departamento de Tacna. Está compuesto por el presidente regional, el vicepresidente regional y el Consejo Regional.
La votación se realiza en base al sufragio universal, que comprende a todos los ciudadanos nacionales mayores de dieciocho años, empadronados y residentes en el departamento de Tacna y en pleno goce de sus derechos políticos.
El presidente y vicepresidente regional son elegidos por sufragio directo. Para que un candidato sea proclamado ganador debe obtener no menos de 30 % de votos válidos. En caso ningún candidato logre ese porcentaje en la primera vuelta electoral, los dos candidatos más votados participan en una segunda vuelta o balotaje.
El Consejo Regional de Tacna está compuesto por 7 consejeros elegidos por sufragio directo para un período de cuatro (4) años. Cada provincia del departamento de Tacna constituye una circunscripción electoral. La votación es por lista cerrada y bloqueada. Se asigna a la lista ganadora los escaños según el método d'Hondt. La distribución y el número de consejeros regionales es la siguiente:
| Circunscripción                   | Escaños | Mapa |
| --------------------------------- | ------- | ---- |
| Tacna                             | 4       |      |
| Candarave, Jorge Basadre y Tarata | 1       |      |

## Composición del Consejo Regional de Tacna
La siguiente tabla muestra la composición del Consejo Regional de Tacna antes de las elecciones.
| Partidos | Partidos                | Consejeros |
| -------- | ----------------------- | ---------- |
|          | Alianza por Tacna       | 5          |
|          | Renacimiento Andino     | 1          |
|          | Partido Aprista Peruano | 1          |

## Partidos y candidatos
A continuación se muestra una lista de los principales partidos y alianzas electorales que participaron en las elecciones:
| Candidatura | Candidatura     | Partidos y alianzas                                 | Candidatos | Candidatos                | Ideología                                                        | Resultado previo | Resultado previo | Ref. |
| Candidatura | Candidatura     | Partidos y alianzas                                 | Candidatos | Candidatos                | Ideología                                                        | Votos (%)        | Con.             | Ref. |
| ----------- | --------------- | --------------------------------------------------- | ---------- | ------------------------- | ---------------------------------------------------------------- | ---------------- | ---------------- | ---- |
|             | RN              | Lista - Restauración Nacional (RN)                  |            | Carlos Villajuana Pablo   | Liberalismo económico Conservadurismo social Humanismo cristiano | 7.36%            | 0                |      |
|             | CT              | Lista - Contigo Tacna (CT)                          |            | Dayan Jiménez Salas       | Regionalismo tacneño                                             | 5.58%            | 0                |      |
|             | AP              | Lista - Acción Popular (AP)                         |            | Tito Chocano Olivera      | Humanismo Nacionalismo cívico Reformismo                         | Nuevo            | Nuevo            |      |
|             | SP              | Lista - Somos Perú (SP)                             |            | Néstor Pari Gonzáles      | Democracia cristiana Conservadurismo social                      | Nuevo            | Nuevo            |      |
|             | FN              | Lista - Fuerza Nacional (FN)                        |            | Carlos Ticona Ponce       | Conservadurismo social Liberalismo económico                     | Nuevo            | Nuevo            |      |
|             | DN              | Lista - Despertar Nacional (DN)                     |            | Elmer Limache Sandoval    | Nacionalismo de izquierda Socialismo democrático                 | Nuevo            | Nuevo            |      |
|             | PHP             | Lista - Partido Humanista Peruano (PHP)             |            | Milton Reynoso Guillermo  | Humanismo Socialismo Ecosocialismo                               | Nuevo            | Nuevo            |      |
|             | FDP             | Lista - Fonavistas del Perú (DD)                    |            | Ángel Alejo Tunco         | Socialismo Nacionalismo de izquierda Ecologismo                  | Nuevo            | Nuevo            |      |
|             | PAS             | Lista - Por el Avance del Sur (PAS)                 |            | Ronnie Jurado Adriazola   | Regionalismo tacneño                                             | Nuevo            | Nuevo            |      |
|             | Manos a la Obra | Lista - Manos a la Obra por Tacna (Manos a la Obra) |            | Carlos Carpio Mamani      | Regionalismo tacneño                                             | Nuevo            | Nuevo            |      |
|             | FRUTAC          | Lista - Frente Regional Unidos por Tacna (FRUTAC)   |            | Víctor Cabrera Zolla      | Regionalismo tacneño                                             | Nuevo            | Nuevo            |      |
|             | TN              | Lista - Takana Nacionalista (TN)                    |            | Luis Alberto Sologuren    | Regionalismo tacneño                                             | Nuevo            | Nuevo            |      |
|             | R               | Lista - Recuperemos Tacna (R)                       |            | Óscar Valdés Dancuart     | Regionalismo tacneño                                             | Nuevo            | Nuevo            |      |
|             | AGUA            | Lista - Movimiento Político Regional El Agua (AGUA) |            | Walter Guzmán Peralta     | Regionalismo tacneño                                             | Nuevo            | Nuevo            |      |
|             | BT              | Lista - Banderas Tacneñistas (BT)                   |            | Fernando Martorell Sobero | Regionalismo tacneño                                             | Nuevo            | Nuevo            |      |
|             | PT              | Lista - Movimiento Regional Proyecto Tacna (PT)     |            | Genaro Condori Ramos      | Regionalismo tacneño                                             | Nuevo            | Nuevo            |      |

## Sondeos de opinión
La siguiente tabla enumera las estimaciones de la intención de voto en orden cronológico inverso, mostrando las más recientes primero y utilizando las fechas en las que se realizó el trabajo de campo de la encuesta. Cuando se desconocen las fechas del trabajo de campo, se proporciona la fecha de publicación.
Leyenda:
     Sondeo realizado en el periodo de prohibición legal de la difusión de sondeos de intención de voto.

### Intención de voto
La siguiente tabla enumera las estimaciones ponderadas (sin incluir votos en blanco y nulos) de la intención de voto.
|                                     |            |   |      |      |     |     |     |      |  |  |
| Elecciones regionales de 2010       | 3 oct 2010 | — | 31.8 | 20.5 | 8.9 | 7.9 | 7.5 | 11.3 |  |  |
|                                     |            |   |      |      |     |     |     |      |  |  |
| Ipsos Apoyo/América                 | 3 oct 2010 | ? | 29.9 | 19.6 | –   | –   | –   | 10.3 |  |  |
| Ipsos Apoyo/América                 | 3 oct 2010 | ? | 35.0 | 27.0 | –   | –   | –   | 8.0  |  |  |
| Cadena Radial Sur Peruana/Radio Uno | 3 oct 2010 | ? | 41.0 | 28.3 | 7.1 | 5.1 | 5.6 | 12.7 |  |  |

### Preferencias de voto
La siguiente tabla enumera las preferencias de voto en bruto (incluyendo blancos, viciados y sin respuesta) y no ponderadas.
| Encuestadora/Medio                  | Fecha      | Muestra | Tito Chocano | Fernando Martorell | Víctor Cabrera FRUTAC | Óscar Valdés | Ronnie Jurado PAS | B/V  | NS/NO | Dif. |  |  |  |
| ----------------------------------- | ---------- | ------- | ------------ | ------------------ | --------------------- | ------------ | ----------------- | ---- | ----- | ---- |  |  |  |
| Encuestadora/Medio                  | Fecha      | Muestra |              |                    |                       |              |                   |      |       |      |  |  |  |
| Elecciones regionales de 2010       | 3 oct 2010 | —       | 23.5         | 17.1               | 7.4                   | 6.5          | 6.2               | 16.7 | –     | 6.4  |  |  |  |
|                                     |            |         |              |                    |                       |              |                   |      |       |      |  |  |  |
| Cadena Radial Sur Peruana/Radio Uno | 3 oct 2010 | ?       | 38.6         | 26.6               | 6.7                   | 4.8          | 5.3               | 5.8  | –     | 12.0 |  |  |  |
| IDECC/Radio Tacna                   | 3 oct 2010 | ?       | 23.6         | 18.9               | –                     | –            | –                 | –    | –     | 4.7  |  |  |  |

## Resultados

### Gobierno Regional de Tacna
|                      | Tito Chocano Olivera      | Acción Popular (AP)                         | 50,636  | 31.77 |  |  |  |
|                      | Fernando Martorell Sobero | Banderas Tacneñistas (BT)                   | 32,664  | 20.50 |  |  |  |
|                      | Víctor Cabrera Zolla      | Frente Regional Unidos por Tacna (FRUTAC)   | 14,123  | 8.86  |  |  |  |
|                      | Óscar Valdés Dancuart     | Recuperemos Tacna (R)                       | 12,528  | 7.86  |  |  |  |
|                      | Ronnie Jurado Adriazola   | Por el Avance del Sur (PAS)                 | 12,021  | 7.54  |  |  |  |
|                      | Ángel Alejo Tunco         | Fonavistas del Perú (FDP)                   | 8,443   | 5.30  |  |  |  |
|                      | Carlos Ticona Ponce       | Fuerza Nacional (FN)                        | 6,446   | 4.04  |  |  |  |
|                      | Carlos Villajuana Pablo   | Restauración Nacional (RN)                  | 5,668   | 3.56  |  |  |  |
|                      | Luis Alberto Sologuren    | Takana Nacionalista (TN)                    | 3,899   | 2.45  |  |  |  |
|                      | Dayan Jiménez Salas       | Contigo Tacna (CT)                          | 2,892   | 1.81  |  |  |  |
|                      | Carlos Carpio Mamani      | Manos a la Obra por Tacna (Manos a la Obra) | 2,663   | 1.67  |  |  |  |
|                      | Néstor Pari Gonzáles      | Somos Perú (SP)                             | 2,420   | 1.52  |  |  |  |
|                      | Walter Guzmán Peralta     | Movimiento Político Regional El Agua (AGUA) | 1,884   | 1.18  |  |  |  |
|                      | Genaro Condori Ramos      | Movimiento Regional Proyecto Tacna (PT)     | 1,265   | 0.79  |  |  |  |
|                      | Milton Reynoso Guillermo  | Partido Humanista Peruano (PHP)             | 1,173   | 0.74  |  |  |  |
|                      | Elmer Limache Sandoval    | Despertar Nacional (DN)                     | 639     | 0.40  |  |  |  |
|                      |                           |                                             |         |       |  |  |  |
| Total                | Total                     | Total                                       | 159,364 |       |  |  |  |
|                      |                           |                                             |         |       |  |  |  |
| Votos válidos        | Votos válidos             | Votos válidos                               | 159,364 | 83.27 |  |  |  |
| Votos en blanco      | Votos en blanco           | Votos en blanco                             | 20,404  | 10.66 |  |  |  |
| Votos nulos          | Votos nulos               | Votos nulos                                 | 11,614  | 6.07  |  |  |  |
| Votos emitidos       | Votos emitidos            | Votos emitidos                              | 191,382 | 89.73 |  |  |  |
| Abstenciones         | Abstenciones              | Abstenciones                                | 21,916  | 10.27 |  |  |  |
| Votantes registrados | Votantes registrados      | Votantes registrados                        | 213,298 |       |  |  |  |
|                      |                           |                                             |         |       |  |  |  |
| Fuente:              |                           |                                             |         |       |  |  |  |

### Consejo Regional de Tacna
|                        |                                                    |              |              |              |         |         |  |  |
| Partidos y coaliciones | Partidos y coaliciones                             | Voto popular | Voto popular | Voto popular | Escaños | Escaños |  |  |
| Partidos y coaliciones | Partidos y coaliciones                             | Votos        | %            | ±pp          | Total   | +/−     |  |  |
|                        | Acción Popular (AP)                                | 28,064       | 20.81        | Nuevo        | 3       | +3      |  |  |
|                        | Igualdad Nacional Cristiana Autónoma - INCA (INCA) | 23,415       | 17.36        | Nuevo        | 1       | +1      |  |  |
|                        | Banderas Tacneñistas (BT)                          | 18,092       | 13.41        | Nuevo        | 2       | +2      |  |  |
|                        | Frente Regional Unidos por Tacna (FRUTAC)          | 8,766        | 6.50         | Nuevo        | 0       | ±0      |  |  |
|                        | Recuperemos Tacna (R)                              | 8,617        | 6.39         | Nuevo        | 0       | ±0      |  |  |
|                        | Fonavistas del Perú (FDP)                          | 8,068        | 5.98         | Nuevo        | 0       | ±0      |  |  |
|                        | Por el Avance del Sur (PAS)                        | 8,043        | 5.96         | Nuevo        | 0       | ±0      |  |  |
|                        | Restauración Nacional (RN)                         | 5,580        | 4.14         | –3.22        | 0       | ±0      |  |  |
|                        | Fuerza Nacional (FN)                               | 5,000        | 3.71         | Nuevo        | 0       | ±0      |  |  |
|                        | Contigo Tacna (CT)                                 | 4,647        | 3.45         | –2.13        | 0       | ±0      |  |  |
|                        | Takana Nacionalista (TN)                           | 4,247        | 3.15         | Nuevo        | 0       | ±0      |  |  |
|                        | Movimiento Político Regional El Agua (AGUA)        | 3,346        | 2.48         | Nuevo        | 0       | ±0      |  |  |
|                        | Partido Humanista Peruano (PHP)                    | 2,460        | 1.82         | Nuevo        | 1       | +1      |  |  |
|                        | Somos Perú (SP)                                    | 2,383        | 1.77         | n/a          | 0       | ±0      |  |  |
|                        | Manos a la Obra por Tacna (Manos a la Obra)        | 2,167        | 1.61         | Nuevo        | 0       | ±0      |  |  |
|                        | Movimiento Regional Proyecto Tacna (PT)            | 1,989        | 1.47         | Nuevo        | 0       | ±0      |  |  |
|                        |                                                    |              |              |              |         |         |  |  |
| Total                  | Total                                              | 134,884      |              |              | 7       | ±0      |  |  |
|                        |                                                    |              |              |              |         |         |  |  |
| Votos válidos          | Votos válidos                                      | 134,884      | 70.48        | –20.49       |         |         |  |  |
| Votos en blanco        | Votos en blanco                                    | 44,211       | 23.10        | +19.99       |         |         |  |  |
| Votos nulos            | Votos nulos                                        | 12,287       | 6.42         | +0.49        |         |         |  |  |
| Votos emitidos         | Votos emitidos                                     | 191,382      | 89.73        | –1.51        |         |         |  |  |
| Abstenciones           | Abstenciones                                       | 21,916       | 10.27        | +1.51        |         |         |  |  |
| Votantes registrados   | Votantes registrados                               | 213,298      |              |              |         |         |  |  |
|                        |                                                    |              |              |              |         |         |  |  |
| Fuente:                |                                                    |              |              |              |         |         |  |  |

### Autoridades electas
| Cargo                                           | Autoridad electa | Autoridad electa          | Partido político | Partido político                            |
| ----------------------------------------------- | ---------------- | ------------------------- | ---------------- | ------------------------------------------- |
| Presidente Regional de Tacna                    |                  | Tito Chocano Olivera      |                  | Acción Popular                              |
| Vicepresidente Regional de Tacna                |                  | Frankie Kuong Delgado     |                  | Acción Popular                              |
| Consejero Regional de Tacna (por Candarave)     |                  | Bartolomé Carrillo Aquino |                  | Partido Humanista Peruano                   |
| Consejero Regional de Tacna (por Jorge Basadre) |                  | Iván Pérez Cárdenas       |                  | Banderas Tacneñistas                        |
| Consejera Regional de Tacna (por Tacna)         |                  | Nelly Jahuira Mamani      |                  | Acción Popular                              |
| Consejera Regional de Tacna (por Tacna)         |                  | Julia Benavides Llancay   |                  | Acción Popular                              |
| Consejero Regional de Tacna (por Tacna)         |                  | Pablo Huacasi Parqui      |                  | Igualdad Nacional Cristiana Autónoma - INCA |
| Consejero Regional de Tacna (por Tacna)         |                  | Rafael Vargas Málaga      |                  | Banderas Tacneñistas                        |
| Consejero Regional de Tacna (por Tarata)        |                  | Noé Soto Pérez            |                  | Acción Popular                              |